# Васіт – Джубайль
Васіт – Джубайль – складова трубопровідної інфраструктури газопереробного заводу Васіт.
В 2015 році на східном узбережжі Саудівської Аравії став до ладу газопереробний завод Васіт, який має установку фракціонування вилучених зріджених вуглеводневих газів. Для видачі її продукції спорудили багатониткову трубопровідну систему до розташованого за три десятки кілометрів потужного центру нафтохімічної промисловості Джубайль. Система включає:
- етанопровід діаметром 650 мм, що має позначення WJBETH-1 (Wasit Jubail Ethane-1);
- пропанопровід WJBPRP-1 діаметром 300 мм;
- бутанопровід WJBBUT-1 діаметром 250 мм;
- трубопровід для газового бензину (фракція С5+) діаметром 250 мм.
Споживачами етану в Джубайлі є піролізні установки компаній Sadaf, Petrokemya, Kemya, JUPC, SEPC, Sharq, JCP, Saudi Kayan та Sadara. Пропан необхідний піролізним установкам  Petrokemya, Kemya, SEPC, Sharq та JCP, а також заводам дегідрогенізації пропану компаній Saudi Polyolefins, APC і Al-Waha. Бутану потребують заводи з виробництва MTBE компаній Ibn Sina, Ibn Zahr та Sadaf і піролізна установка Saudi Kayan. Споживачем газового бензину може бути згадана вище піролізна установка компанії Sadara.